# Tomato n'Pine
Tomato n'Pine (トマトゥンパイン Tomato unpain?) es un grupo de tres chicas ídolo conformado por Yui Koike, Kusano Hinako y Erika Wada, grupo creado en Tokio en 2008.

## Historia
Tomato n'Pine se formó en 2008 como un grupo ídolo de huecograbado y actrices, sus primeras integrantes fueron Yui Koike y Kanaki después de ser las semi-finalistas del concurso de Miss Magazine 2008.
Sin embargo, en el verano de 2009, Kanaki tomó un descanso del grupo para centrarse más en sus tareas escolares. Luego, en 2010, Kanaki decidió dejar el grupo, luego Hina (Kusano Hinako) y Ama (Orie Hayama) ocuparon su lugar en el grupo haciéndolo un grupo de tres chicas.
Tomato n'Pine lanzó su primer sencillo, titulado "Captain wa Kimi da!", En mayo de 2010 sobre una etiqueta indie. Para promover este sencillo, el grupo realizó dos conciertos secretos en Tokio y Osaka. Luego, en 2011, el grupo hizo su mayor debut con el sencillo "Tabidachi Transfer" con Sony Music Entertainment de subsello de Tomato Tokyo n' Pine. Sin embargo, en noviembre de 2011, Ama anunció que estaría en pausa debido a su mala salud dejando una vacante en el grupo que luego fue ocupada por Wada.
Desde entonces, el grupo se convierte así a tres miembros y otros participantes entre las distintas ediciones del Festival de Tokio Idol. Durante el año 2011, Yui ha alternado entre las actividades con Tomapai y su papel en la serie Kaizoku Sentai Gokaiger. Su canción Nanairo Namida fue utilizada como los créditos finales de la serie de anime de Beelzebub en 2011.

## Discografía

### CD Álbumes
Life is Beautiful (4 de abril de 2009, TNP-003).
PS4U (1 de agosto de 2012, 7SRCL SRCL-8037-8035 ~ 6 Edición limitada).

### Sencillos

#### Independientes
"Captain wa kimi da!" (キャプテンは君だ!?  15 de mayo de 2010, TNP-005, edición limitada, grabando esta canción y su instrumental)Letra: Kenji & Jane.
Música: Ippei Tatsuyama.
Organizado por: Tsuri Shunsuke.
Producida por: Agehasprings.
"Captain wa kimi da!" (キャプテンは君だ!?  25 de agosto de 2010)

#### Mayores
| # | Fecha de la versión    | Título                                            | Normas                             | Lugar en las lista de popularidad Japón |
| - | ---------------------- | ------------------------------------------------- | ---------------------------------- | --------------------------------------- |
| 1 | 9 de marzo de 2011     | Tabidachi Transfer (旅立ちトランスファー?)        | SRCL-7559/7560 SRCL-7561           | #66                                     |
| 2 | 17 de agosto de 2011   | Nanairo☆Namida (なないろ☆ナミダ?)                 | SRCL-7714/7715 SRCL-7716 SRCL-7717 | #39                                     |
| 3 | 7 de diciembre de 2011 | Jingle girl jouoi jidai (ジングルガール上位時代?) | SRCL-7798/7799 SRCL-7800           | #68                                     |

### Álbum de fotografías
RED SCARLET (25 de agosto de 2010, TNP-007)Libro de Fotos 3000K, Foto: Central Guizhou Toboku
Misma pista como TNP-008

### Participaciones en obras
ZONE Tribute 〜kimigakuretamono〜 (ZONEトリビュート〜君がくれたもの〜?  10 de agosto de 2011, SRCL-7682)"Yumenokakera..." (夢ノカケラ・・・?), Cubierta.

### DVD
BLUE SPLASH (25 de agosto de 2010, TNP-006)En trajes de baño libro de fotos de 3000K en Guam, DVD huecograbado.
Fotos: Sunny Kimura.